# Wilhelm von Rosen
Carl Wilhelm Ludwig von Rosen (* 20. August 1788 in Plön, Holstein; † 17. Juli 1853 in Segeberg, Holstein) war königlich dänischer Kammerherr und Amtmann des Amtes Segeberg. 

## Leben
Er entstammte einer erstmals 1662 in Stralsund erwähnten Beamten- und Offiziersfamilie Rose(n) und war der Sohn des königlich dänischen Hofjägermeisters und Kammerherrn Gottlieb von Rosen (1748–1835), königlich dänischer Wirklicher Distriktsjägermeister und Oberförster in der holsteinischen Abteilung des schleswig-holsteinischen Forstdistrikts, und der Regitze von Holstein (1761–1829). Er heiratete am 21. Juli 1818 in Oldesloe Sophie Decker (* 17. Juni 1799 in Burg (Dithmarschen); † 13. Mai 1868 in Kopenhagen), mit der er mindestens vier Töchter, darunter Dorothee von Rosen, sie war Hofdame der dänischen Königin, und sieben Söhne hatte, darunter den königlich dänischen Oberpräsidenten Carl von Rosen (1819–1891), Mitglied des dänischen Reichstages, den königlich preußischen Regierungspräsidenten Alfred von Rosen (1825–1912) und den königlich dänischen Major im Generalstab und Souschef beim Armeeoberkommando Sigismund von Rosen.
Rosen war vom 11. Februar 1818 bis zu seinem Tod (1853) Amtmann des Amtes Segeberg. Im Amtshaus in Gieschenhagen (Hamburger Straße) lebte die Familie mit einem Schreiber, zwei männlichen und drei weiblichen Dienstboten. Er unterstützte die Zusammenlegung des Fleckens Gieschenhagen zu Segeberg und förderte den wirtschaftlichen Aufschwung der Stadt. Auf sein Betreiben kam das Lehrerseminar nach Segeberg. Seit 1825 arbeitete er im dänischen Regierungsauftrag an den Beschreibungen der Städte, Ämter und Güterdistrikte der Herzogtümer Schleswig, Holstein und Lauenburg. Im Jahr 1848 anerkannte Rosen die provisorische Regierung.
Er war Mitglied der „Schleswig-Holstein-Lauenburgischen Gesellschaft für vaterländische Geschichte“.
Rosen war am 8. Mai 1825 Taufpate von Constanze Esmarch, Tochter des Segeberger Bürgermeisters und Ehrenbürgers Johann Phillip Ernst Esmarch (1794–1875), Cousine und spätere Ehefrau des Dichters Theodor Storm, der auch in Rosens Haus verkehrte. 

## Veröffentlichungen (Auswahl)
- Beschreibung des Amts und der Landschaft Bredstedt in statistischer und kameralistischer Rücksicht, ca. 1830

## Auszeichnungen
- Ehrenbürger der Stadt Segeberg (21. Juli 1843, Tag der Silberhochzeit)
- Ritter des Dannebrog-Ordens

## Genealogie
- Gothaisches Genealogisches Taschenbuch der Adeligen Häuser. Zugleich Adelsmatrikel der D.A.G. Teil B (Briefadel). 1937. 29. Jg., Justus Perthes, Gotha 1936, S. 477–478. Siehe: FamilySearch (Kostenfrei).
- Gothaisches Genealogisches Taschenbuch der Adeligen Häuser. Zugleich Adelsmatrikel der D.A.G., Teil B. 1941. 33. Jg., Justus Perthes, Gotha 1940, S. 430–431. Siehe: FamilySearch (Kostenfrei).